# Añana
Añana là một đô thị trong tỉnh Álava, thuộc Xứ Basque, phía bắc Tây Ban Nha.
Đô thị này có tọa độ 42°48′4″N 2°59′6″O / 42.80111, -2.98542°48′4″N 2°59′6″O / 42.80111, -2.985. Añana cách thủ phủ Victoria 31 km. Diện tích đô thị này là 21,92 km², dân số là 181 người với mật độ 8,26 người/km². Mã số bưu chính là 01426.